# Setaria sulcata
Setaria sulcata är en gräsart som beskrevs av Giuseppe Raddi. Setaria sulcata ingår i släktet kolvhirser, och familjen gräs. Inga underarter finns listade i Catalogue of Life.